# Nartshukia musiva
Nartshukia musiva är en tvåvingeart som beskrevs av Shatalkin 1993. Nartshukia musiva ingår i släktet Nartshukia och familjen långbensflugor.
Artens utbredningsområde är Vietnam. Inga underarter finns listade i Catalogue of Life.